# Бісус

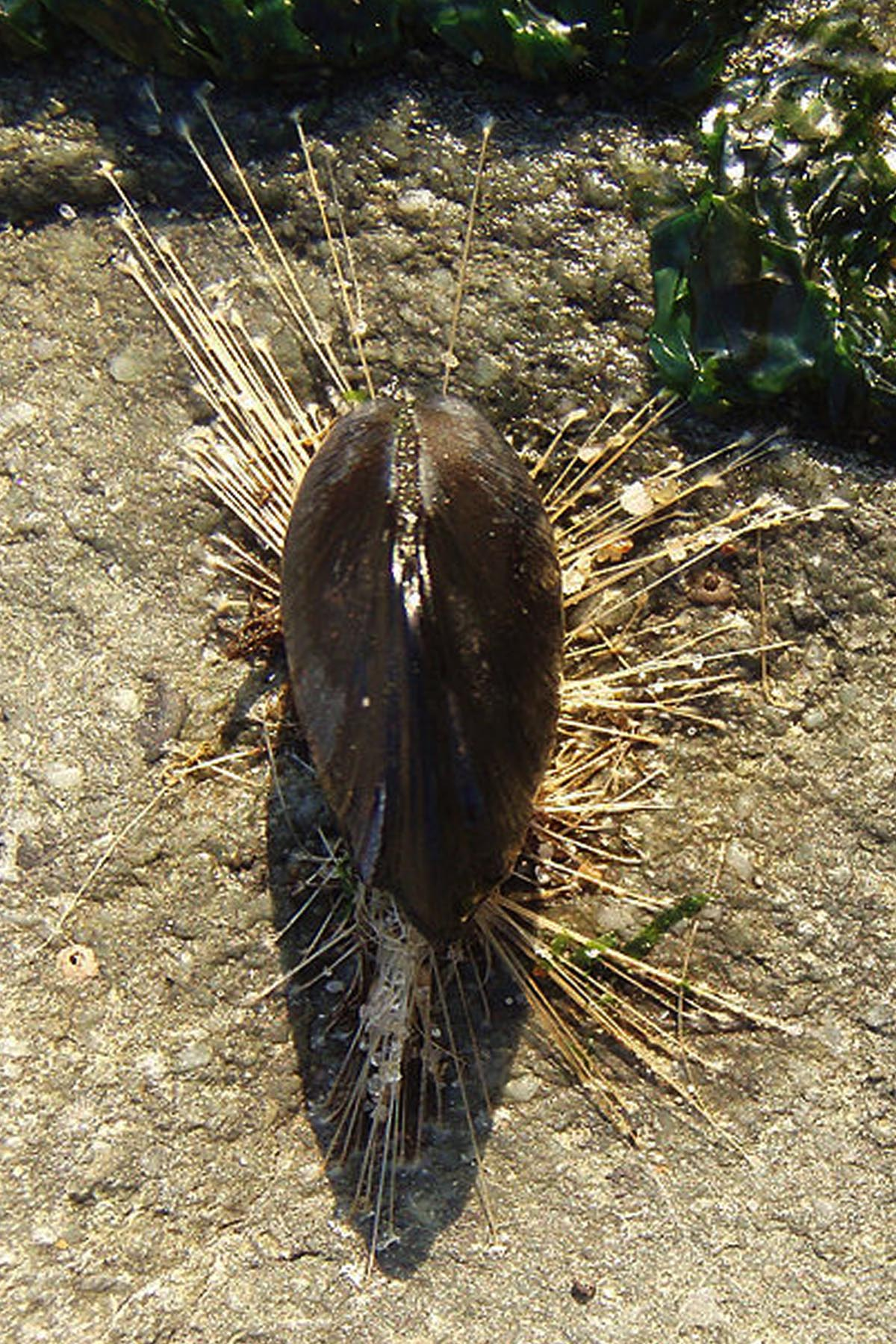
Мідія Mytilus в Каліфорнії, видно бісус

Бі́сус (грец. βύσσος — «тонка пряжа») — пучок шовковистих ниток, продукт виділення бісусової залози біля основи ноги багатьох пластинозябрових молюсків. Така бісусна залоза є, наприклад, у мідії (Mytilus), дрейсени (Dreissena) тощо.
Виділяється у вигляді тягучих ниток, що швидко твердіють у воді. За допомогою бісуса молюски прикріплюються по підводних предметів, а личинки прісноводних видів (глохідії) — до тіла риб, на яких відбувається їхній розвиток.

## Тканина

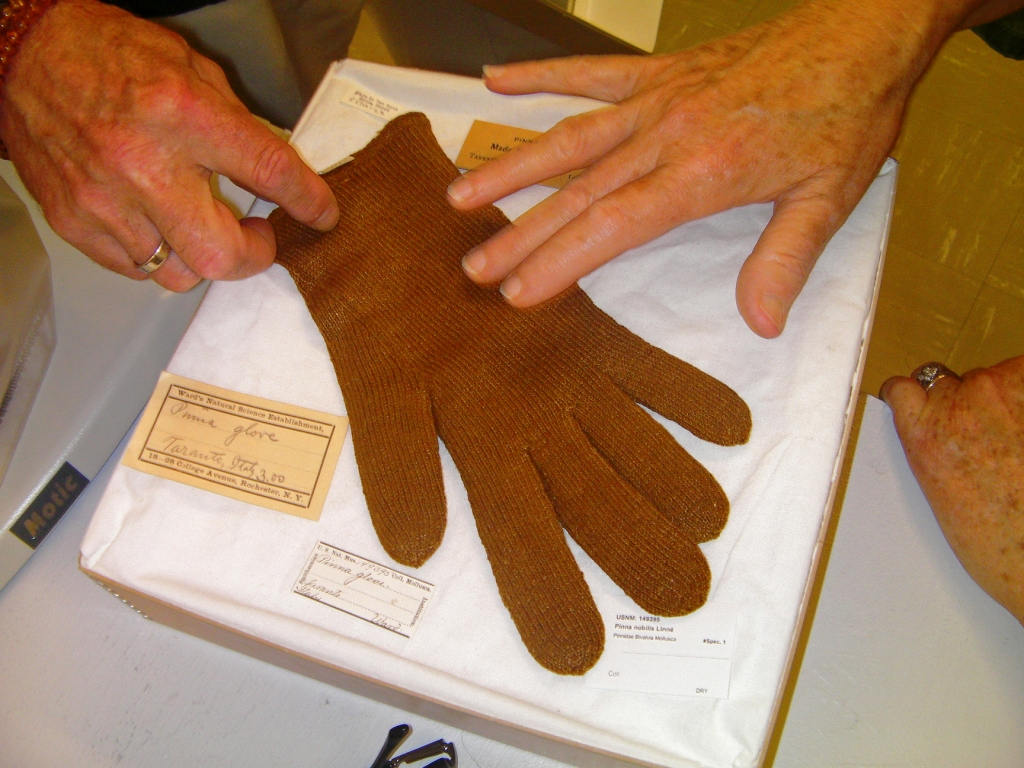
Трикотажні рукавички, виготовлені з «морського шовку», Таранто, Італія

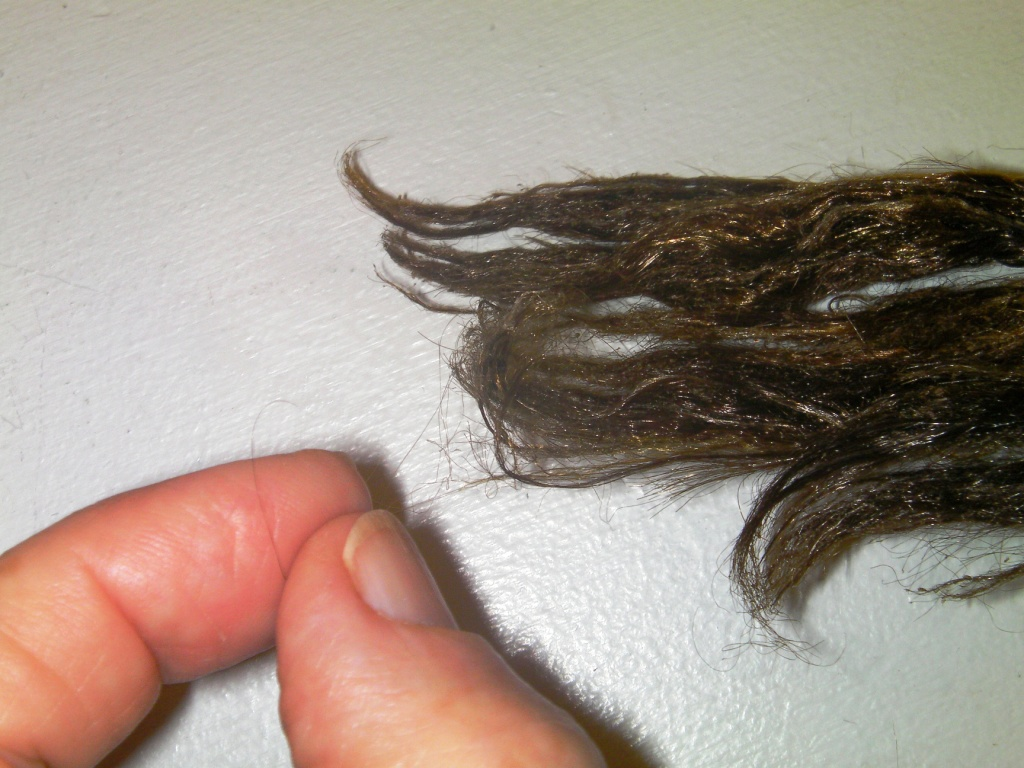
Фотографія показує крайню тонкість бісусної нитки Pinna nobilis.

Вісон — або «морський шовк» — тканина з давніх часів, виготовлена з виключно тонких волокон, як правило, з бісусів молюсків.
З довгих бісусних ниток середземноморських пінн (Pinna) виробляють тонку золотисту тканину — віссон, також званий «морським шовком». За свідченням Геродота, в Давньому Єгипті віссон використовували для обгортання мумій.